# E932号線
E932号線 (E932ごうせん、英: European route E932) は、欧州自動車道路のBクラス幹線道路。全線がイタリア共和国シチリア島内にあり、ブオンフォルネッロとカターニアを結ぶ。

## 経路

### 経過する主要都市
- イタリア
  - E90号線 – ブオンフォルネッロ
  - エンナ
  - E45号線 – カターニア